# Charles Palumbo
Charles Robert Palumbo (15 de junio de 1971) es un luchador profesional retirado estadounidense, trabajó para la World Wrestling Federation/Entertainment (WWF/E) y para la World Championship Wrestling (WCW). Entre sus logros, destacan dos reinados como Campeón Mundial en Parejas de WWF y cuatro reinados como Campeón Mundial en Parejas de WCW. Además, su equipo con Billy Gunn recibió en 2003 el premio al equipo del año por parte de Pro Wrestling Illustrated. Actualmente conduce un programa por la cadena Discovery Channel llamado acumuladores sobre ruedas junto a Rick Dore.

## Carrera

### World Championship Wrestling (1998-2001)
Empezó su formación en circuitos independientes, utilizando en nombre de The Dude. El 19 de octubre de 1998 hizo su debut en WCW Monday Nitro como un fan que aceptó un desafío de Ernest "The Cat" Miller. Seis meses más tarde se le ofreció un contrato con WCW. Se inicia en WCW bajo el nombre de Jungle Jim, en combates en los noveles más bajos del programa.
El 22 de marzo del 2000 hizo su debut en WCW Thunder bajo el nombre de Chuck Palumbo y perdió contra Scott Steiner. Iría a feudo con Lex Luger hasta finales de mayo de 2000. A finales de mayo, junto a Shawn Stasiak formaron un equipo llamado The Perfect Event, empezando un feudo contra The Kronik (Brian Adams & Bryan Clark) por los Campeonatos Mundiales en Parejas de WCW. En el Thunder emitido el 31 de mayo, junto a Shawn Stasiak derrotaron a The Kronik (Brian Adams & Bryan Clark) y ganaron Campeonatos Mundiales en Parejas de WCW por primera vez. En Bash at The Beach, junto a Shawn Stasiak fueron derrotados por The Kronik (Brian Adams & Bryan Clark) perdiendo los Campeonatos Mundiales en Parejas de WCW, terminando con un reinado de 40 días y también con el feudo.
En Nitro del 20 de noviembre, junto a Shawn Stasiak derrotaron a Alex Wright & Elix Skipper (que se estaba reemplazando a Disco Inferno por una lesión) ganando los Campeonatos Mundiales en Parejas de WCW por 2.ª vez. En Mayhem, junto a Shawn Stasiak fueron derrotados por The Insiders (Diamond Dallas Page & Kevin Nash) perdiendo los Campeonatos Mundiales en Parejas de WCW, terminando con un reinado de 6 días. En Nitro del 4 de diciembre, junto a Shawn Stasiak les fueron otorgados los Campeonatos Mundiales en Parejas de WCW por el Comisionado Mike Sanders, debido a que The Insiders se vieron obligados a dejar los títulos, ganandolos por 3.ª vez. En Starrcade, junto a Shawn Stasiak fueron derrotados por The Insiders (Diamond Dallas Page & Kevin Nash) perdiendo los Campeonatos Mundiales en Parejas de WCW, terminando con un reinado de 13 días.
Comenzando 2001, disolvió The Perfect Event, para unirse a The Natural Born Thrillers (Mike Sanders, Sean O'Haire, Johnny The Bull, Mark Jindrak & Reno). En Sin, junto a Sean O'Haire derrotaron a The Insiders(Diamond Dallas Page & Kevin Nash) y ganando los Campeonatos Mundiales en Parejas de WCW, siendo su 4.ª vez y para O'Haire fue su 3.ª vez. Luego tuvieron un breve quedó contra Shawn Stasiak & Mark Jindrak quienes abandonaron The Natural Born Thrillers debido a los celos de ambos por sus excompañeros de equipo. En SuperBrawl Revenge, junto a Sean O'Haire derrotaron a Shawn Stasiak & Mark Jindrak reteniendo los Campeonatos Mundiales en Parejas de WCW, terminando el feudo. Greed, junto a Sean O'Haire derrotaron a Totally Buff (Lex Luger & Buff Bagwell) y retuvieron los Campeonatos Mundiales en Parejas de WCW. A la noche siguiente en Nitro, junto a Sean O'Haire fueron derrotados por Team Canada (Lance Storm & Mike Awesome) en un combate no titular y la siguiente semana en Nitro, junto a Sean O'Haire derrotaron a Team Canada (Lance Storm & Mike Awesome) reteniendo los Campeonatos Mundiales en Parejas de WCW, siendo reconocidos como los últimos Campeones Mundiales en Parejas de WCW debido a que WWF compró a WCW.

### World Wrestling Federation/Entertainment (2001-2004)
O'Haire y Palumbo entraron en WWF el 28 de junio de 2001 episodio de SmackDown! como parte de La Alianza, en el Heat emitido el 8 de julio, derrotaron a Chris Kanyon & Shawn Stasiak reteniendo los Campeonatos en Parejas de WCW, a la noche siguiente en Raw Is War, junto a Sean O'Haire, Chris Kanyon, Shawn Stasiak & Mark Jindrak como parte del Team WCW se unió a Team WWF (Billy Gunn, The Big Show, Hardcore Holly & APA (Bradshaw & Faarooq) enfrentándose a Team ECW (Bubba Ray Dudley, D-Von Dudley, Rob Van Dam, Justin Credible, Lance Storm, Mike Awesome, Raven, Rhyno, Tazz & Tommy Dreamer), sin embargo terminó sin resultado, la siguiente semana en Raw Is War, derrotó al Campeón en Parejas de WWF Faarooq, luego junto a Sean O'Haire comenzaron un breve feudo contra los Campeones en Parejas de WWF The APA (Bradshaw & Faarooq) como parte del feudo entre WWF contra The Alliance. En InVasion, junto a Sean O'Haire fueron derrotados por los Campeones en Parejas de WWF The APA (Bradshaw & Faarooq). En SmackDown! emitido el 2 de agosto, junto a Sean O'Haire derrotaron a The Hardy Boyz (Matt & Jeff) en un combate no titular, la siguiente semana en SmackDown!, junto a Sean O'Haire fueron derrotados por The Brothers of Destructions (The Undertaker & Kane) perdiendo los Campeonatos en Parejas de WCW, la siguiente semana en Raw Is War, junto a Sean O'Haire se enfrentaron The Brothers of Destructions (The Undertaker & Kane) en una Steel Cage Match por los Campeonatos en Parejas de WCW, sin embargo perdieron, en el Heat emitido el 26 de agosto, junto a Sean O'Haire derrotaron a The Hollys (Crash & Hardcore). Días más tarde, su compañero Sean fue enviado al territorio de desarrollo de Ohio Valley Wrestling a principios de septiembre, separándose definitivamente,  luego en el Heat emitido el 2 de septiembre, comenzó a competir individualmente, siendo derrotado por Matt Hardy, la siguiente semana en HEAT, derrotó a Spike Dudley, en el Jakked emitido el 22 de octubre, derrotó a Billy Gunn, la siguiente semana en Jakked, junto a Tommy Dreamer derrotaron a Ka En Tai (Funaki & Taka Michinoku), la siguiente semana en Jakked, junto a Kanyon fueron derrotados por The Hardy Boyz (Jeff & Matt), a la noche siguiente en HEAT, derrotó a Billy Gunn, la siguiente semana en Jakked, junto a Mike Awesome fueron derrotados por The APA (Bradshaw & Faarooq), luego fue expulsado de The Alliance, a la siguiente noche en HEAT, derrotó a Russ McCullough en un Dark Match, la siguiente semana en Jakked, fue derrotado por Perry Saturn en un Dark Match, la siguiente semana en Jakked, derrotó a Randy Orton en un Dark Match, a la noche siguiente en HEAT, derrotó a Randy Orton en un Dark Match. En Survivor Series, participó como parte del Team WWF en la Immunity Battle Royal, eliminando a Diamond Dallas Page, sin embargo fue eliminado por Justin Credibl & Lance Storm. El 3 de noviembre de 2004, Palumbo (junto con Gail Kim y Nidia) fue puesto en libertad por WWE.

### Después de WWE
Luchó en All Japan Pro Wrestling, en Nu-Wrestling Evolution e hizo apariciones en World Wrestling Council.

### World Wrestling Entertainment (2005-2008)
Comenzó, en su segunda etapa en WWE luchando en House Shows y en Dark Matches. Oficialmente regreso el 25 de mayo de 2007 en una edición de Heat derrotando a Charlie Haas. Siguió haciendo pariciones en Heat derrotando a Jobbers. Regreso SmackDown derrotando a Kenny Dykstra. Un poco problemático, en sus primeras apariciones hacia su entrada en motocicleta acompañado de Michelle McCool, tras sufrir varias derrotas a manos de Jamie Noble, Chuck Palumbo se empieza a desesperar a tal grado que en una lucha apuesta a una cena con su acompañante a quien Noble ya había estado intentando cortejar, la cual gana Noble, poco después Palumbo tiene serios problemas con Michelle McCool hasta el punto de amenazas si no regresa con él y empieza a golpear luchadores frente a Michelle McCool, cambiando a heel. En un enfrentamiento entre Noble y Palumbo, este último dio un tremendo golpe a Noble, estrellándolo de cara a su motocicleta, era tanto su coraje que, incluso a Michelle McCool que lo quería calmar la golpeó y dejó seriamente lastimada también. Después de una larga recuperación de Noble, este regresa acompañado de Michelle McCool para enfrentarse a Palumbo, ganando este último de nueva cuenta por un golpe que dejó a Noble seriamente lesionado de nuevo. Participó en la Battle Royal de WrestleMania XXIV, en la que el ganador lucharía contra Chavo Guerrero por el Campeonato de ECW esa misma noche. Fue eliminado y no ganó el combate. En el draft suplementario de la WWE del 2008, fue traspasado de Smackdown a Raw. El 7 de noviembre de 2008 fue despedido de WWE sin haber debutado en la nueva marca.

### Circuito independiente (2008-2012)
El 25 de diciembre del mismo año en Tijuana, reapareció luchando para la empresa Asistencia Asesoría y Administración (AAA), en la estelar de sus shows locales a lado de Konnan, Damian 666 y Trina Michaels enfrentando a D-Generation-Mex ganando por la intervención del narrador Arturo Rivera dando la victoria a La Legión Extranjera. También se unió a Konnan en World Wrestling Association. Palumbo luchó por la promoción Toryumon de Último Dragon y también compitió en el Torneo por el Título Mundial de IWL en México. Regresó a Nu-Wrestling (ahora llamado New Wrestling Entertainment, y ubicado en Francia) en septiembre de 2009 y tuvo un feudo con el Sr. Anderson. Palumbo, Anderson y Tiny Iron compitieron en una triple amenaza por el vacante Campeonato Peso Pesado de NWE, que ganó Anderson. Palumbo desafió a Anderson a un partido por el campeonato el 3 de octubre de 2009, pero fue derrotado. El 13 de noviembre de 2009, Palumbo ganó el Campeonato de peso pesado de Herts y Essex Wrestling (HEW) de Brett Meadows en Braintree, Inglaterra. Es el primer estadounidense en tener el campeonato de la promoción británica. Sin embargo, perdió el campeonato ante Meadows dos días después en Colchester, Inglaterra, tras la interferencia de Sam Knee y Britani Knight. En una entrevista con Hit The Ropes Radio, Palumbo confirmó que estaba en conversaciones con TNA para firmar con la empresa, aunque optó por no firmar. Palumbo luchó en su último combate en el evento New Years Resolution de Future Stars Wrestling en 2012, donde derrotó a Jayson Cash. Después de esto, se retiró en silenciosamente y le confirmó a Bill Apter en una entrevista de 2014 que su carrera como luchador había terminado.

## En lucha
- Movimientos finales
  - Backbreaker rack[1] – 2000, 2005; parodiado de Lex Luger
  - Big Wack[1] (WWE) / Jungle Kick[1] (WCW) (Superkick)[3] – 1998–2005, 2008-presente
  - Full Throttle[1] (Yokosuka cutter) – 2005–presente
  - Italian Drop[1] (WWE) / 187[3] (Circuito independiente) (Fallaway slam transicionado en Samoan drop) – 2003–2005
  - Swinging side slam - 2005

- Movimientos de firma
  - Chuck Deluxe[1][3] (Overhead belly to belly suplex)[1]
  - Padlock[1] (Inverted Boston crab)
  - Delayed vertical suplex
  - Discus elbow smash[1]
  - Diving shoulder block[1]
  - Gorilla press slam
  - Running big boot[1]
  - Running jumping leg drop
  - Scoop slam
  - Sidewalk slam
  - Springboard dropkick
  - Turnbuckle powerbomb
  - Spinebuster
- Mánager
  - Kevin Nash
  - Torrie Wilson
  - Rico
  - Michelle McCool
  - TARU

- Apodos
  - "The Main Event"
  - "Custom Chucky P"
  - "El Vicent Pascual"

## Campeonatos y logros
- Herts And Essex Wrestling
  - HEW Heavyweight Championship (1 vez)

- Toryumon
  - Yamaha Cup Tag Tournament (2006) - con Johnny Stamboli

- World Championship Wrestling
  - WCW World Tag Team Championship (4 veces)[5] - con Shawn Stasiak (3) y Sean O'Haire (1)

- World Wrestling Federation/Entertainment
  - WWF/E World Tag Team Championship (2 veces)[6] - con Billy Gunn

- Pro Wrestling Illustrated
  - Equipo del año (2002) con Billy[7]